# Бараново (Солецкий район)
Бараново — деревня в Солецком районе Новгородской области России.

## География
Деревня Бараново расположена рядом с деревней Малахово у речки Клиновка, левом притоке Законки — притока Ситни, впадающей в Шелонь, примерно в 106 км (по шоссе) на юго-запад от Великого Новгорода и в 25 км от Сольцов.
В деревне есть 2 улицы: Лесная и Малая.

### Часовой пояс
Деревня Бараново, как и вся Новгородская область, находится в часовой зоне МСК (московское время). Смещение применяемого времени относительно UTC составляет +3:00.

## Население
В 2002 году в деревне жило 7 человек. К 2010 по одним данным значится 0, по другим — 1.
| 2010 |
| ---- |
| 1    |

## Достопримечательности
Примерно в 500 м на север от центра деревни находилась деревянная часовня Параскевы Пятницы (предположительно). Это была украшенная резьбой часовня над колодцем, связанная с местным праздником «Варламинская пятница» (вторая пятница после Троицы). В 2000-е годы постепенно разрушалась и была полностью утрачена в 2010 году При этом часовня является официальным памятником градостроительства и архитектуры.